# Maès Titianos
Maès Titianus est un commerçant macédonien ou syrien du Ier siècle pour le compte de la Rome antique. Il est connu pour avoir envoyé une expédition jusqu'en Chine, par la route de la soie. Cette expédition nous est connue par Marinos de Tyr, cité par Ptolémée.

## Biographie
Maès Titianus est un commerçant de culture macédonienne ayant voyagé pour le compte de la Rome antique. Il parle grec et provient d'une famille de marchands d'origine syrienne et romaine. Sa famille semble obtenir la citoyenneté romaine sous l'influence de Marcus Titius, gouverneur romain de Syrie, qui entretient des relations diplomatiques avec la noblesse parthe.
Dans une analyse étymologique, le nom de Maès permettrait de supposer une origine pontique et suggère que sa famille vient s'installer en Syrie depuis une province de l'Anatolie. Le second nom, Titianos, provient d'une latinisation familiale issue de son acquisition de la citoyenneté. De plus, l'origine macédonienne de Maès Titianus est à considérer sous le spectre de la descendance macédonienne, permettant de considérer que sa famille est issue des colons grecs de la région pontique.
Maës Titianus apprend l'existence d'une voie commerciale importante partant vers l'Est et dont les descriptions par les marchands lui semblent exagérées afin d'augmenter les prix. Il envisage d'organiser sa propre caravane pour s'en assurer.
Au début du IIe siècle ou à la fin du Ier siècle, lors d'une accalmie dans les luttes intermittentes des Romains avec les Parthes, sa caravane atteint la Tour de pierre (en) décrite par Claude Ptolémée et probablement située dans le corridor montagneux de la route de la soie situé entre Samarcande et le bassin du Tarim, quelque part dans ou autour des montagnes du Pamir, près de la frontière avec la Chine.

## Expédition
Vers 100 de notre ère, Maes Titianos, organise une expédition commerciale depuis la Syrie visant les territoires de l’Asie centrale et de la Chine. À cette époque, les routes terrestres de la soie, traversant le bassin du Tarim, jouent un rôle clé dans le commerce entre la Chine, la Bactriane, l’Inde et l’empire parthe. Le contexte géopolitique est alors marqué par une stabilité relative grâce à la restauration de l’autorité chinoise sur les royaumes du Tarim par le général Han Ban Chao (74-97 apr. J.-C.). Cette stabilisation des routes commerciales favorise les échanges et permet d’éviter les entraves imposées par les régimes intermédiaires.
L’expédition de Maes Titianos suit les routes caravanières parthes, partant de l’Empire romain pour traverser l’Iran, l’Afghanistan et la partie nord de l’Empire kouchan. Après avoir atteint les monts Pamir, les agents commerciaux de Maes sont interceptés par les autorités chinoises et escortés vers Luoyang, capitale de la dynastie Han. Lors de cette rencontre, ils sont reçus par l’empereur Hedi. Ces marchands, parlant le grec et s’identifiant comme macédoniens, ne sont pas reconnus comme sujets romains par les Chinois, qui enregistrent leur provenance sous le nom de Meng-chi Tou-le, une interprétation de Macedonien-Tyr dans les archives de la cour impériale.
Le retour des marchands dans l’Empire romain est relaté dans un récit rapporté par Maes, réutilisé par le géographe grec Marinus de Tyr et retranscrit ultérieurement par Ptolémée. Ces données permettent à ce dernier d’établir des cartes détaillant le positionnement géographique de la Chine. L’expédition de Maes met en lumière des royaumes organisés et puissants à l’est, ainsi que le potentiel commercial des relations sino-romaines.
L'expédition de Maës aurait duré sept mois, soit pour son intégralité, soit pour la portion entre la Tour de pierre (en) et la capitale chinoise,,. Cependant, cette durée de trajet serait une réinterprétation de Ptolémée et correspondrait en fait bien à la durée totale du trajet le long de la route de la soie. William H. McNeill renforce cette hypothèse en notant que la vitesse des caravanes commerciales est de 5 à 6 km/h, malgré la variété de terrains abordés.

Tracé des routes de la soie au Ier siècle. Rien ne permet de dire si Maès Titianos a emprunté la voie nord ou sud après Kashgar.

## Source
Aucun document des expéditions de Maës Titianus n'a survécu. On ne sait pratiquement rien de lui à part une note de  Ptolémée obtenue par une source intermédiaire, Marinus de Tyr :

« Marinus nous dit qu'un certain macédonien nommé Maen, aussi appelé Titian, fils d'un père marchand et lui-même marchand, détaille la longueur du trajet [jusqu'à la tour de pierre], cependant il ne se rend pas jusqu'aux Sères en personne mais y envoie quelqu'un. »

— Claude Ptolémée, I-XI
La carte proposée par Ptolémée contient plusieurs incohérences qui laissent suggérer des pertes d'information dans la transmission du récit. Le tracé de la carte ne permet par exemple pas le passage par Alexandrie Eschatè et la Transoxiane à travers la Sogdiane, mal indiquées. Ce sont par ailleurs des indications anachroniques de Ptolémée puisque cette région porte très probablement un autre nom à l'époque de Maès.
De plus, Ptolémée réévalue la durée et distances communiquées par Marinus de Tyr en supposant que la distance initialement communiquée de 36 200 stades devait être réduite de moitié, ce qui correspond alors à 3 348 km et l'amène à commettre diverses erreurs géographiques dans sa carte. La distance initialement communiquée est pourtant proche de ce que représente un trajet au sein de la route de la soie. Il modifie également la durée du trajet pour la réduire à une portion de l'itinéraire seulement.
La reconstitution de cet itinéraire fait l'objet de nombreuses théories alternant entre l'axe le plus direct de Bactres à Kachgar par l'Altaï. D'autres hypothèses, basées sur les tentatives d'identification de la Tour de Pierre, placent le tracé au travers du bassin du Tarim. Ces hypothèses sont par ailleurs appuyées par l'analyse comparée de sources chinoises. Ainsi, les Chinois qui entrent en contact avec la caravane de Maès seraient probablement les nomades Yuezhi.